# Hanno Gerwin

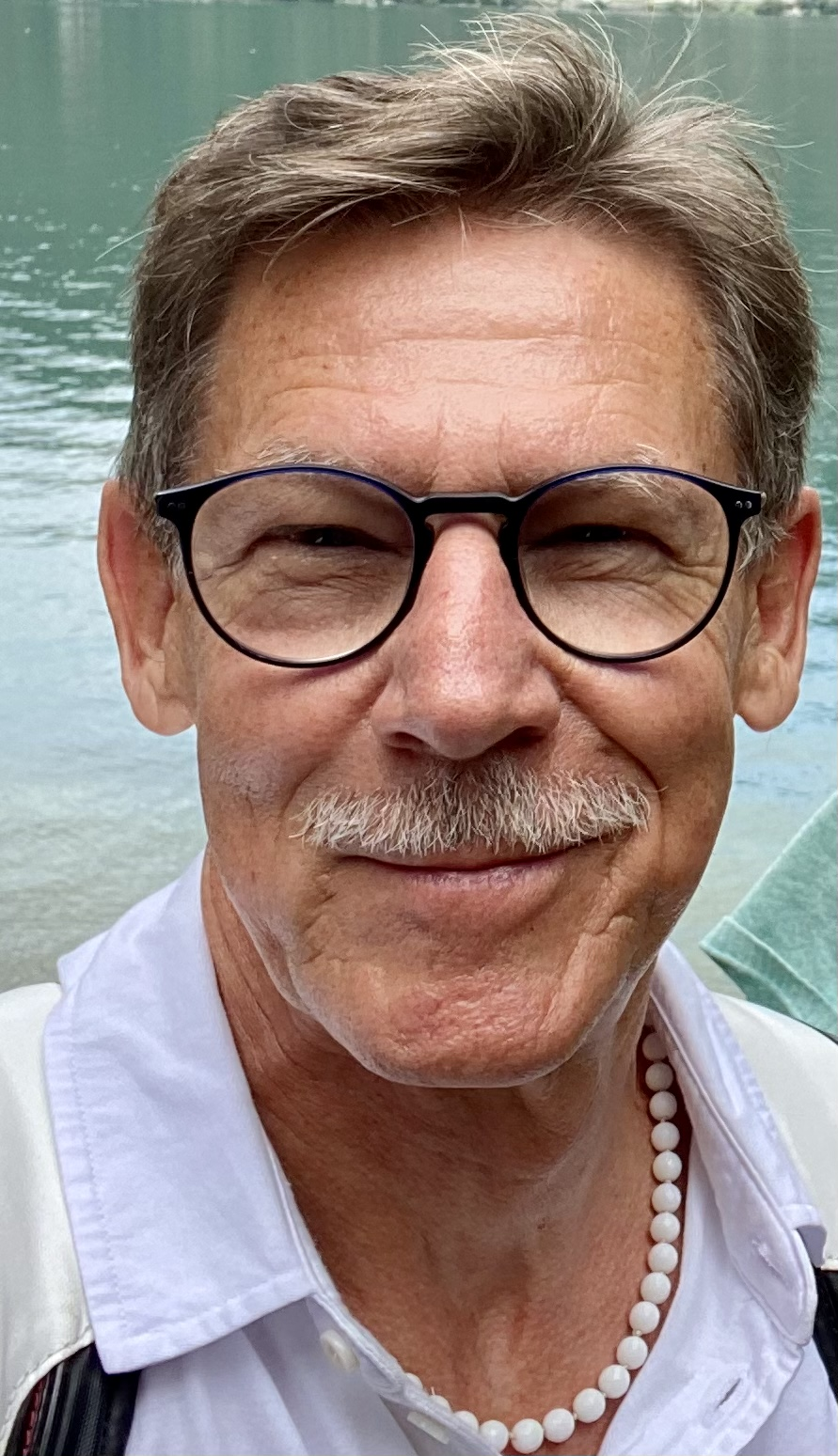
Hanno Gerwin (2022)

Hanno Gerwin (* 19. Februar 1953 in  Münden (Hann. Münden)) ist ein deutscher Journalist. Er war bis 2021 Geschäftsführer und Programmchef des landesweiten Familienfernsehens in Baden-Württemberg bw family.tv.

## Leben und Karriere
Gerwin ließ sich zum Verlagskaufmann ausbilden, bevor er Evangelische Theologie und Psychologie studierte und als evangelischer Pfarrer ordiniert wurde. Nach einer Ausbildung als Journalist beim damaligen Süddeutschen Rundfunk in Stuttgart baute er 1987 den Evangelischen Rundfunkdienst Baden (ERB) als Agentur und Produzenten für Radio- und Fernsehstationen auf und wurde zum Beauftragten für privaten Rundfunk in der Evangelischen Landeskirche in Baden berufen. Zehn Jahre später erfolgte die Gründung der ERB Medien GmbH, die 2013 zu 100 Prozent von Gerwin übernommen und bis 2021 von ihm als Chefredakteur und Geschäftsführer geleitet wurde. 2006 wurde Gerwin zum Programmchef und Geschäftsführer des landesweiten Senders bw family.tv berufen. Das Programm wendet sich im digitalen Kabel in ganz Baden-Württemberg an Familien.
In der halbstündigen Fernsehsendung „Gerwin trifft … was Deutschlands Prominente glauben“ sprach er bislang mit zahlreichen bekannten Menschen über „Gott und die Welt“.
Im Jahr 2021 gab er als Herausgeber zum vierten Mal die sogenannte „Abgeordnetenbibel“ heraus, in der ein großer Teil der Abgeordneten des baden-württembergischen Landtags sich zu ihrer Lieblingsbibelstelle äußert.

## Veröffentlichungen
- Hanno Gerwin (Hrsg.): Abgeordnetenbibel Baden-Württemberg. Landtagsabgeordnete und Regierungsmitglieder kommentieren Bibeltexte und Zitate. Evangelischer Verlag, Stuttgart 2021, ISBN 978-3-948882-10-5.